# Matsudaira Sukekuni
Matsudaira Sukekuni est un nom japonais traditionnel ; le nom de famille (ou le nom d'école), Matsudaira, précède donc le prénom (ou le nom d'artiste).
Matsudaira Sukekuni (松平 資訓, 1700-9 mai 1752) est un hatamoto et plus tard un daimyō du milieu de l'époque d'Edo de l'histoire du Japon.

## Biographie
Deuxième fils du hatamoto Sanō Katsuyori, le nom de naissance de Matsudaira Sukekuni est « Sano Sukekuni ». En 1714, il intègre l'administration du shogunat Tokugawa au titre de hatamoto de second rang et reçoit le titre de cour de 5e inférieur. En 1718, il reçoit le titre de courtoisie Bungō-no-kami.
À la mort de son beau-frère Matsudaira Suketoshi, daimyō du domaine de Hamamatsu dans la province de Tōtōmi en 1773, Sukekuni est adopté dans la branche Honjō du clan Matsudaira et hérite du domaine évalué à 70 000 koku. En 1729, il est transféré au domaine de Yoshida dans la province de Mikawa. En 1741, il est nommé sōshaban (maître des cérémonies) dans l'administration du château d'Edo. En 1748, son titre de cour est élevé à 4e inférieur. En 1749, il est nommé Kyoto shoshidai, époque à laquelle il échange le domaine de Yoshida pour celui de Hamamatsu. Cette même année, son titre de courtoisie est élevé à chambellan. Il meurt en 1752.
Sukekuni est marié à une fille d'Arima Yorimoto, daimyō du domaine de Kurume.

## Source de la traduction
- (en) Cet article est partiellement ou en totalité issu de l’article de Wikipédia en anglais intitulé « Matsudaira Sukekuni » (voir la liste des auteurs).